# Hang Kéo Quảng
Hang Kéo Quảng là hang trong núi đá vôi ở vùng đất bản Pác Phai xã Minh Tâm huyện Nguyên Bình tỉnh Cao Bằng, Việt Nam .
Hang thuộc dạng karst trong núi đá vôi. Hang Kéo Quảng được nhà nước công nhận và xếp hạng là di tích lịch sử, văn hóa cấp quốc gia tại Quyết định 188-VH/QG ngày 13 tháng 2 năm 1995 .

## Vị trí
Từ thành phố Cao Bằng theo quốc lộ 34 đi cỡ 22 km có ngã ba rẽ đường liên xã tới xã Minh Tâm. Trung tâm hành chính của xã cách ngã ba cỡ 2,5 km. Từ đó đi phía đông bắc đến hang.

## Lịch sử
Hang Kéo Quảng là nơi vào tháng 5/1942 lãnh tụ Nguyễn Ái Quốc trực tiếp mở lớp huấn luyện chính trị cho các cán bộ lãnh đạo chủ chốt của tỉnh Cao Bằng. Tại đây, các đồng chí Phạm Văn Đồng, Võ Nguyên Giáp, Vũ Anh, Đào Duy Kỳ... đã tổ chức các lớp huấn luyện chính trị ngắn ngày khác cho cán bộ cách mạng địa phương trong những năm 1942 - 1943.
Ngày 22/12/1944 Đội Việt Nam Tuyên truyền Giải phóng quân thành lập tại khu rừng Trần Hưng Đạo thuộc xã Tam Kim huyện Nguyên Bình. Trong số 34 chiến sỹ đầu tiên của Đội có 5 đội viên
là người của xã Minh Tâm. Các di tích ở xã được công nhận là di tích lịch sử cách mạng .